# Just som jag är, ej med ett strå
Just som jag är, ej med ett strå, alternativ titel Just som jag är, jag intet har, är en sång från 1834 av Charlotte Elliot, översatt till svenska 1853 av Betty Ehrenborg-Posse. Den svenska texten bearbetades 1955 av Lydia Lithell. Musiken är skriven 1849 av William Bradbury.

## Publicerad i
- Hemlandssånger 1891 som nr 246
- Svenska Missionsförbundets sångbok 1920 som nr 239 under rubriken "Omvändelse och nyfödelse"
- Segertoner 1930 som nr 105
- Sionstoner 1935 som nr 303 under rubriken "Nådens ordning: Väckelse och omvändelse"
- Guds lov 1935 som nr 179 under rubriken "Trons visshet"
- Segertoner 1960 som nr 105
- Kristus vandrar bland oss än 1965 som nr 21.
- Frälsningsarméns sångbok 1968 som nr 59 med begynnelseraden Just som jag är, jag intet har  under rubriken "Frälsning"
- 1986 års psalmbok som nr 222 under rubriken "Att leva av tro - Kallelse".
- Lova Herren 1988 som nr 388 under rubriken "Trons grund"
- Lova Herren 2020 som nr 350 under rubriken "Trons grund"
- Sångboken 1998 som nr 69